# Епархия Бенхамина-Асеваля
Епархия Бенхамина-Асеваля (исп. Diócesis de Benjamín Aceval, лат. Dioecesis Beniaminacevalensis) — епархия Римско-Католической церкви c центром в городе Бенхамин-Асеваль, Парагвай. Епархия Бенхамина-Асеваля распространяет юрисдикцию на часть департамента Пресиденте-Аес. Епархия Бенхамина-Асеваля входит в митрополию Асунсьона. Кафедральным собором епархии Бенхамина-Асеваля является церковь Святой Розы Лимской.

## История
28 июня 1980 года Римский папа Иоанн Павел II издал буллу Christianam ad progressionem, которой учредил епархию Бенхамина-Асеваля, выделив её из епархии Консепсьона и апостольского викариата Пилькомайо.

## Ординарии епархии
- епископ Марио Меланио Медина Салинас (28.06.1980 — 8.07.1997) — назначен епископом-коадъютором Сан-Хуан-Баутиста-де-лас-Мисьонеса;
- епископ Кандидо Карденас Вильяльба (6.07.1998 — по настоящее время).